# Suyang-dong
Suyang-dong (koreanska: 수양동) är en stadsdel i staden Geoje i provinsen Södra Gyeongsang, i den södra delen av Sydkorea,
300 km sydost om huvudstaden Seoul. Suyang-dong ligger på ön Geojedo. 